# Grammer AG
Grammer AG er en tysk underleverandør til bilindustrien med hovedkvarter i Ursensollen, Landkreis Amberg-Sulzbach. De er specialiseret i udvikling og produktion af komponenter og systemer til personbiler, busser og baner.